# Lezo, Filippinerna
Lezo (Bayan ng Lezo) är en kommun i Filippinerna. Kommunen ligger på ön Panay, och tillhör provinsen Aklan. Folkmängden uppgår till 15 224 invånare år 2015.
Lezo är indelat i 14 barangayer.